# Dan Lundberg
Dan Erik Lundberg, född 19 mars 1959, är en svensk musiker, musiketnolog och generaldirektör för Statens musikverk.
Dan Lundberg disputerade 1994 i musikvetenskap vid Stockholms universitet på avhandlingen Persikoträdgårdarnas musik. Han är docent vid Stockholms universitet sedan 2001 och samma år blev han chef för Svenskt visarkiv. År 2011 blev han docent vid Åbo akademi. Han var adjungerad professor i musik vid Högskolan i Gävle 2004-2007.
Lundberg var 2013–2020 överbibliotekarie och arkivchef vid Statens musikverk. Han har forskat om musik och identitet, kulturarv och ideologi och folkmusik i Sverige och andra kulturer. Han har även producerat program för radio om musik från olika delar av världen, bland annat i programserien Mimer i Sveriges Radio P2. 5 mars 2020 blev han utsedd av regeringen till ny generaldirektör över Statens musikverk för åren 2020-2024. Förordnandet har förlängts fram till april 2026.
Lundberg är också spelman och musiker i grupperna Orientexpressen och Södra Bergens Balalaikor. Han blev 2006 riksspelman på härjedalspipa. Lundberg är ledamot av Kungliga Musikaliska akademien och Kungliga Gustav Adolfs Akademien för svensk folkkultur.

## Diskografi
- 2019 - Geten och evigheten, Södra bergens balalaikor
- 2018 - Under fästet blå, Gunnar Stenmark
- 2005 - En oavslutad historia. Orientexpressen
- 1997 - Mahala, Orientexpressen
- 1993 - Balkanica, Orientexpressen
- 1994 - Orientexpressive, Orientexpressen
- 1990 - Det förälskade molnet, Fikret Cesmeli och Yeni Sesler
- 1989 - Världens danser, Orientexpressen
- 1987 - Havanna Club, Orientexpressen
- 1986 - Svart sol, Rebecca Fors
- 1983 - I afton dans, Orientexpressen